# Morlanda säteri
Morlanda är en herrgård och tidigare säteri i Morlanda socken i Orusts kommun i Bohuslän. Den är en av länets största gårdar och herrgården med parkområde ligger bland vidsträckta odlingsmarker kännetecknande den västra delen kring säteriet. Herrgården med ekonomibyggnader omgärdas av Morlanda naturreservat inrättat 2007. En golfbana upptar tidigare odlingsmarker nära kyrkan, som ligger centralt i reservatet.

## Historia
Den först kände ägaren är Jon Darre (död 1430) nämnd 1399 under Morlanda i Biskop Eysteins jordebok. Fram till Jons död hade godset utvecklats till en av Bohusläns största egendomssamlingar med huvudsakliga ägor i Morlanda socken på Orust, och ytterligare mark i Bro, Brastad, Lyse, Torsby, Herrestad, Skredsvik, Sörbygden, Norum, Ljung, Sotenäset, med flera socknar. Godsinnehavet ärvdes mellan Jon Darres son Karl och döttrarna Margareta gift med Guttorm Eyvindsson samt Kristine gift med väpnaren Jakob Augustin.
Godset förvärvades senare av Lucie Pedersdotter Oxe till Morlanda, dotter till riksrådet Peder Oxe och änka efter Erik Björnsson, lagman i Viken. Genom arv gick det vidare till hennes dotterson riddaren Knut Knutsson Baad (af Norge), halshuggen 1519. Genom Knutsson ärvdes godset av systersonen Erik Johansson (Ulv).
År 1525 köptes godset av riksrådet Vincens Lunge från Johansson. Hans dotter Blanceflor gifte sig 1536 med den danske adelsmannen Daniel Bildt.
Godset indrogs 1676 till kronan. Morlanda förlänades därefter som friherrskap till generallöjtnant Hans Georg Mörner, stamfar för friherrliga ätten Mörner af Morlanda, då han utmärkte sig vid Tredagarsslaget vid Warszawa med flera slag, men han "kunde för böndernas motstånd icke taga det i besittning". Efter freden i Lund 1679 återgick Morlanda till ätten Bildt, som bibehöll godset till 1881.

## Byggnader
Huvudbyggnaden är uppförd på 1670-talet och anses vara Bohusläns äldsta större träbyggnad. Byggnadsstilen är klassiskt karolinsk kännetecknad av det höga valmade taket. Husstommen är timrad med liggande kärnfura driven med mossa. Klädseln är stående träpanel, vilken troligen var rödmålad fram till 1800-talet då panelen målades i en grå-beige färgton. På taket ligger holländskt glaserat tegel och på husets baksida ligger originalteglet kvar. Rumsindelningen är i stort sett ursprunglig med två bevarade kakelugnar från 1700-talet. Vid en restaurering 1919 tog man fram väggmålningar från 1700-talet, som var gömda under sju lager tapeter. Flygelbyggnaderna byggdes i början av 1800-talet av Abraham Gustav Bildt.

### Morlanda säteri ägare
- 1400 Jon Reidarsen Darre, riksråd
- 1420 Margareta Darre
- 1450 Lucie Pedersdatter Oxe
- 1470 Knud Knudsen Baad
- 1500 Danska kronan
- 1510 Erik Johansson Ulf
- 1525 Vincents Vincentsen Lunge, riksråd
- 1535 Blanceflor Lunge
- 1571 Daniel Bildt, ryttmästare
- 1585 Knut Bildt, skeppshövidsman
- 1585 Vincent Bildt
- 1603 Daniel Bildt, krigskommissarie
- 1651 Dorothea Bielke
- 1674 Knut Bildt
- 1675 Kronan
- 1676 Hans Georg Mörner af Morlanda
- 1679 Knut Bildt
- 1700 Daniel Bildt
- 1723 Knut Reinhold Bildt, kornett
- 1751 Daniel Henrik Bildt
- 1791 Abraham Gustaf Bildt
- 1828 Carl Daniel Bildt, löjtnant
- 1828 Daniel Henrik Bildt
- 1841 Carl Knut Tord Bildt
- 1841 Sofia Elisabet Agnes Bildt
- 1881 Johan Newton Sanne, grosshandlare
- 1919 Gunnar Teodor Sanne, agronom
- 1943 Gustaf Persson, arrendator
- 1943 Gunnar Teodor Sanne, godsägare
- 1947 Gerd Sanne (gåva)
- 1947 Karina Sanne (gåva)
- 1968 Karina Sanne (förvärv av Gerds andel)